# Dekanat Oleśnica zachód
Dekanat Oleśnica zachód – jeden z 33 dekanatów w rzymskokatolickiej archidiecezji wrocławskiej.
W skład dekanatu wchodzi 9 parafii:
- parafia Najświętszej Maryi Panny Królowej Polski → Borowa Oleśnicka (Smardzów)
- parafia św. Mikołaja → Brzezia Łąka
- parafia św. Michała Archanioła → Długołęka
- parafia Najświętszej Maryi Panny z Góry Karmel → Dobra
- parafia św. Jadwigi → Dobroszyce
- parafia Najświętszej Maryi Panny Królowej Polski → Januszkowice
- parafia św. Jana Apostoła i Ewangelisty  → Oleśnica
- parafia Najświętszej Maryi Panny Fatimskiej → Oleśnica
- parafia Najświętszej Maryi Panny Częstochowskiej → Siekierowice.